# عشق‌بازی به‌یادماندنی
عشقبازی به یادماندنی (به انگلیسی: An Affair to Remember) فیلمی در ژانر درام و عاشقانه به کارگردانی لئو مک‌کری محصول سال ۱۹۵۷ است.